# Масуд Мінгас
Масуд Мінгас (1911 — 1935) — індійський хокеїст на траві.
Олімпійський чемпіон 1932 року.

## Життєпис
Мінхас грав на позиції хавбека. Працював у митній службі Калькутти. Заххворів на туберкульоз і лікувався в санаторії поблизу Ченнаї (Мадрас), де в підсумку помер в 1936 році.